# Roser Matheu
Pour les articles homonymes, voir Matheu (homonymie).
Roser Matheu i Sadó, née à Barcelone le 12 mai 1892 et morte dans cette même ville le 24 décembre 1985, est une poétesse et écrivaine espagnole.

## Biographie
Roser grandit à Barcelone et intègre l'Institut de culture et bibliothèque populaire de la Femme de Barcelone (dite "La Bonne") de Francesca Bonnemaison.
Très jeune, elle collabore à la revue féministe de Carme Karr, Feminal, ainsi qu'aux journaux La Publicitat et la La Veu de Catalunya, entre autres publications.
En poésie, elle gagne plusieurs prix littéraires, comme en 1923 à Sarrià, aux Jeux Floraux de Barcelone. Elle publie notamment les portraits de Dolors Monserdà, Montserrat Garriga, Francesca Bonnemaison et Palmira Jaquetti dans l'ouvrage Quatre dones catalanes (Quatre femmes catalanes) en 1972 sous le franquisme.